# سوريا وأسلحة الدمار الشامل
لقد قامت سوريا بالبحث والتصنيع والاستخدام المزعوم لأسلحة الدمار الشامل.
في 14 سبتمبر 2013، أعلنت الولايات المتحدة و‌روسيا عن اتفاق من شأنه أن يؤدي إلى القضاء على مخزونات سوريا من الأسلحة الكيميائية بحلول عام 2014. وفي أكتوبر 2013، دمرت البعثة المشتركة بين منظمة حظر الأسلحة الكيميائية والأمم المتحدة جميع معدات التصنيع والخلط التي أعلنتها سوريا. وبعد عدة أشهر، كشفت سوريا أنها تحتفظ ببرنامج سيرين للأسلحة الكيميائية، وهو ما تزعم الحكومة السورية أنه سقط في أيدي قوات المعارضة السورية في شرق البلاد. وفي الشهر التالي، كشفت سوريا كذلك أنها كانت لديها أربعة مواقع لانتاج الأسلحة الكيميائية كانت مخبأة في السابق. تعتقد دوائر المخابرات الإسرائيلية أن الحكومة السورية تحتفظ بعدة أطنان من الأسلحة الكيميائية.
لا يزال الملف السوري في الوكالة الدولية للطاقة الذرية مفتوحًا، وسط فشل سوريا في الرد على أسئلة الوكالة حول منشأة دمرتها إسرائيل في عام 2007، خلصت الوكالة إلى أنها من «المرجح جدًا» أن تكون مفاعلًا نوويًا، بما في ذلك مكان الوقود النووي للمفاعل. في يناير 2015، أفادت التقارير بأن الحكومة السورية يشتبه في أنها تبني محطة نووية في القصير، سوريا، يزعم بهدف تطوير أسلحة نووية.

## الخلفية
عقب الاحتلال الإسرائيلي لمرتفعات الجولان عام 1967 خلال حرب الأيام الستة ثم احتلاله لجنوب لبنان عام 1978؛ اعتبرت الحكومة السورية الجيش الإسرائيلي مصدر الخطر الأول على الأمن القومي السوري. حصلت سوريا لأول مرة على الأسلحة الكيميائية من دولة مصر عام 1973 وذلك من أجل ردع إسرائيل قبل بدء حرب يوم الغفران. على الرغم من أن المسؤولين السوريين لم يعلنوا بصراحة عن قدرة الأسلحة الكيميائية التي يتوفرون عليها؛ إلا أنهم أشارو لذلك خلال بعض الخطابات كما هدد بعضهم باستعمالها ضد إسرائيل وذلك في شكل عمليات انتقامية. من المُحتمل أن سوريا قد طورت مخزونها من السلاح الكيماوي بمساعدة الكثير من الدول لعلّ أبرزها روسيا، ألمانيا، الصين ثم الهند؛ ليس هذا فقط فهذه الدول قدمت للحكومة السورية -في فترة من الفترات- الكثير من الدعم التقني واللوجستي. وبالتالي من المرجح أن سوريا استوردت بعض الأسلحة الكيميائية ومعدات الإنتاج من غرب أوروبا، الصين، الهند وكوريا الشمالية.
وفقا المحلل الأمني الإسرائيلي زهير دياب فإن الأسلحة النووية التي تتوفر عليها إسرائيل كانت الدافع الرئيسي لسوريا من أجل تطوير برنامج أسلحتها الكيميائية؛ كما أن التنافس مع العراق وتركيا دفعها لتسريع وثيرة العمل من أجل الحصول على أسلحة الدمار الشامل تلك.
في 23 تموز/يوليو 2012 أكدت سوريا -ولو بشكل ضمني- توفرها على مخزون من الأسلحة الكيميائية؛ محجوزة لدى فرق وقوى الدفاع الوطني من أجل استعمالها عند الضرورة ضد البلدان الأجنبية.
خلال الحرب الأهلية السورية؛ وبالتحديد في آب/أغسطس 2012 بدأ الجيش السوري القيام ببعض التجارب في ضواحي مدينة حلب لمعرفة فعالية الأسلحة الكيميائية التي يتوفر عليها. جدير بالذكر هنا أن الأسلحة الكيميائية كانت موضوعا رئيسيا للمناقشة بين الحكومة السورية ومختلف قادة العالم.

## الأسلحة الكيميائية

### برنامج سوريا للأسلحة الكيميائية
بدأ برنامج سوريا للأسلحة الكيميائية عام 1970؛ هناك حصلت سوريا على دعم وتدريب وبعض من الأسلحة من مصر والاتحاد السوفيتي فاستطاعت في منتصف عام 1980 البدء في إنتاج الأسلحة الكيميائية. هذا الإنتاج كاد أن يتوقف بعد انفجار مستودع الأسلحة السوري في يوليو 2007 والذي انتشرت بعده الكثير من الفرضيات والتفسيرات التي تُؤكد على أن الانفجار جرى بسبب إنتاج الأسلحة الكيميائية.
قبل أيلول/سبتمبر 2013 كانت سوريا واحدة من عدد قليل من الدول التي لم تصدق على معاهدة حظر الأسلحة الكيميائية، بل اعترفت علنا بامتلاك أسلحة كيميائية وهذا ما أكدته أجهزة الاستخبارات الغربية التي تعتقد أن سوريا تتوفر على مخزون كبير من هاته النوعية من الأسلحة. في أيلول/سبتمبر 2013 قدرت الاستخبارات الفرنسية أن المخزون السوري من السلاح الكيماوي يصل إلى 1000 طن بما في ذلك مواد سامة غير معروفة وعدة مئات من الأطنان من غاز السارين. بعد الإدانة الدولية للنظام السوري في أغسطس/آب 2013 خلال الهجوم الكيميائي على الغوطة؛ حمّلت الدول الغربية الحكومة السورية مسؤولة تنفيذ ذلك الهجوم (بينما حملت سوريا وروسيا المسؤولية للثوار السوريين المشاركين في الحرب الأهلية السورية) وضغطت على الحكومة من أجل الانضمام إلى اتفاقية حظر الأسلحة وهذا ما حصل فعليا حيث وقعت سوريا في أيلول/سبتمبر 2013 على المعاهدة وانضمت لها بشكل رسمي في 14 تشرين الأول/أكتوبر) من نفس العام كما وافقت على اتفاقية تدمير الأسلحة الكيميائية تحت إشراف منظمة حظر الأسلحة الكيميائية.
في تشرين الأول/أكتوبر 2013 عثرت منظمة حظر الأسلحة الكيميائية على ما مجموعه 1300 طن من الأسلحة الكيميائية. في 16 تشرين الأول/أكتوبر 2013 أنشأت منظمة حظر الأسلحة الكيميائية والأمم المتحدة بعثة مشتركة للإشراف على القضاء على برنامج سوريا للأسلحة الكيميائية بحلول كانون الثاني/يناير 2016. وفقا لرويترز؛ فإن التحليل الكيميائي الذي قامت به المنظمة في كانون الثاني/يناير 2018 خلال تدميرها لبعض المخزونات أظهر مطابقة بعض المواد الكيميائية مع تلك التي استُعملت في الهجوم على الغوطة عام 2013 كما أظهرت تطابقا مع الهجوم الكيميائي على خان شيخون وخان العسل.

### الأسلحة الكيميائية للمعارضة السورية
تدعي الحكومة السورية أن المعارضة لديها القدرة على القيام بهجمات كيميائية؛ مثل ما فعلت في الهجوم الكيميائي على الغوطة. لكن مصادر أخرى بما في ذلك هيومن رايتس ووتش ترى عكس ذلك حيث تُؤكد على عدم وجود أي دليل يوثق مزاعم الحكومة السورية حول توفر المعارضة على مخزون كبير من الأسلحة الكيميائية.
صرّح مصدر عسكري سوري لوكالة الأنباء الرسمية سانا أن الجيش السوري ضبط حاويتين من غاز السارين مع بنادق آلية ومسدسات وقنابل محلية الصنع (عبوات ناسفة) في مخبأ للثوار (تصفهم بالإرهابيين) بالقرب من مدينة حماة وذلك بتاريخ الواحد من حزيران/يونيو 2013. هذا وتجدر الإشارة إلى أن حماة كانت مسرحا للقتال بين القوات الحكومية وجماعات المعارضة المسلحة. في 14 حزيران/يونيو 2014 أكدت منظمة حظر الأسلحة الكيميائية جنبا إلى جنب مع الأمم المتحدة وجود أسطوانات مليئة بغاز السارين لكنها لم تستطع تحديد مالِكها. في 7 تموز/يوليو 2014 أبلغَ الأمين العام للأمم المتحدة بان كي مون مجلس الأمن بالنتائج.
في كانون الأول/ديسمبر 2013 ذكر الصحفي المثير للجدل سيمور هيرش في تحقيقه أن وكالات الاستخبارات الأمريكية تعرف أن الثوار السوريين قادرين على إنشاء أسلحة كيميائية؛ كما خلص هيرش في تقريره إلى أن جبهة النصرة وتنظيم الدولة الإسلامية (داعش) كانا قادرين على إنتاج ونشر غاز السارين «بكميّة». رد متحدث باسم مدير الاستخبارات القومية على تقرير هيرش أنه «ببساطة كاذب».
في 8 نيسان/أبريل من عام 2016 قال متحدث باسم مجموعة ثورية أن «أسلحة غير مرخصة للاستخدام استُخدمت ضد الميليشيات الكردية والمدنيين في حي الشيخ مقصود بحلب ... بل إن أحد القادة قد استخدم نوعًا من الأسلحة التي لم يتم تضمينها في القائمة.» ولكنه لم يحدد المواد المستخدمة. وفقا للهلال الأحمر الكردي فإن الأعراض -القيء وصعوبة التنفس- التي ظهرت على المدنين الكرد خلال تلك الهجمات تعني أن المعارضة استعملت غاز الكلور وغيرها من الغازات الكيميائية السّامة. انتشرت تسريبات أيضا تُفيد بأن جيش الإسلام كان ينوي تعديل بي إم-21 غراد وجعله قادرا على حمل أسلحة كيميائية.

### استخدام غاز الخردل من قبل داعش
ذكرت بي بي سي في سبتمبر 2015 بناء على تصريحات لمسؤول أمريكي لم يذكر اسمه أن الولايات المتحدة تعتقد أن تنظيم الدولة الإسلامية (داعش) قد استخدم مسحوق غاز الخردل أربع مرات على الأقل في سوريا والعراق؛ وأضاف أن عناصر من داعش تمكنوا من صنع غاز الخردل وربما استعملوه لتهديد بعض الجماعات الأخرى الناشطة في سوريا والعراق على حد سواء. في حقيقة الأمر يُعتبر غاز الخردل أحد أبسط الأسلحة الكيميائية من ناحية التصنيع؛ ويرى محللون أن داعش قد طور نفسه لدرجة بات قادراً على صناعة مثل هذه الغازات ومن المستبعد أنه حصل عليها من خلال الاستيلاء على مخازن الحكومة السورية.

## الأسلحة البيولوجية
بشكل عام لا تتوفر سوريا على أسلحة بيولوجية.
ومع ذلك؛ فقد أشارت بعض التقارير إلى أن الدولة السورية مراكز بحوث تهدف من خلالها لتطوير برنامج الأسلحة البيولوجية الفتاكة. وفقا للمستشار في حلف الناتو جيل ديكير؛ فإن سوريا عملت على فهم وتطوير الكثير من الأسلحة البيولوجية مثل الجمرة الخبيثة، الطاعون حمى الأرانب، التسمم الغذائي، الجدري، الأفلاتوكسين، الكوليرا ثم الريسين بل قد حصلت على بعض المساعدة من روسيا خاصة في موضوع تثبيت الجمرة الخبيثة على رؤوس الصواريخ.

## البرنامج النووي
تعتبر سوريا طرفاً في معاهدة الحد من انتشار الأسلحة النووية منذ 24 أيلول/سبتمبر 1969 وهذا ما دفعها إلى الحد من برنامجها النووي المدني. في عام 1991 باعت الصين مفاعل نووي مصغر يُدعى SRR-1 إلى سوريا. بحسب الأمم المتحدة، فإنه قبل بداية الحرب الأهلية كانت سوريا تعمل على تطوير المُفاعل الذي اقتنته من الصين. اتُهمت سوريا في وقت لاحق بمتابعة تطوير برنامج نووي عسكري كما اتُهمت بعدم الإبلاغ عن منشأة نووية في الصحراء السورية وبالتحديد في منطقة دير الزور. يُعتقد أن المفاعل في دير الزور قد تم تصميمه وتصنيعه في كوريا الشمالية وذلك بسبب التشابه الكبير بينه وبين المفاعلات النووية التي يُشرف عليها مركز يونغبيون للأبحاث النووية العلمية.
أثارت كل هذه المعلومات قلق الجيش الإسرائيلي والاستخبارات إلى درجة جعلته يُفكر في استهداف كل المفاعلات النووية الحديثة العهد بغارات جوية مدمرة. هذا الأمر تسبّب في اندلاع عملية البستان في 6 أيلول/سبتمبر 2007 والتي شهدت استهداف ثمانية طائرات إسرائيلية لمرافق سورية حساسة نجم عنها مقتل 10 عُمال كوريين شماليين حسب الادعاء الإسرائيلي. لم يُحرك الهجوم أي انتقادات دولية كما لم تكن هناك جدية من الطرف السوري في القيام بعمليات انتقامية. [وفقًا لِمَن؟]

### ادعاءات بوجود برنامج نووي سري
حاولت سوريا شراء نوع المفاعلات النووية الصغيرة من الصين، روسيا، الأرجنتين وغيرها من البلدان. كانت محاولات الشراء السورية علنية مما دفع بالوكالة الدولية للطاقة الذرية لمراقبة الوضع أكثر فمارست ضغوطات دولية أدت لإلغاء كل الصفقات التي كانت تنوي الحكومة السورية عقدها.
في 26 تشرين الثاني/نوفمبر 2008 وافق محافظو الوكالة الدولية للطاقة الذرية على تقديم مساعدات تقنية لسوريا على الرغم من الادعاءات الغربية التي تُفيد بأن سوريا لديها برنامج سري يمكن في نهاية المطاف أن يُستخدم في صنع أسلحة فتاكة. انتقدت الصين، روسيا وباقي الدول النامية العالم الغربي واتهمته «بالتدخل السياسي» من أجل تقويض مهمة الوكالة الدولية للطاقة الذرية.

### المفاعل النووي المزعوم

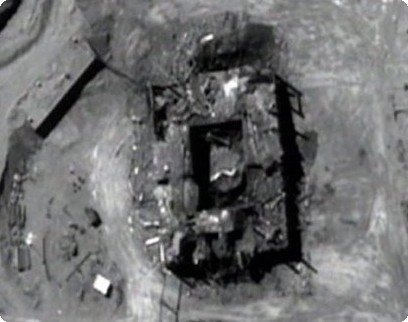
صورة مُلتقطة بالأقمار الصناعية للموقع المستهدف

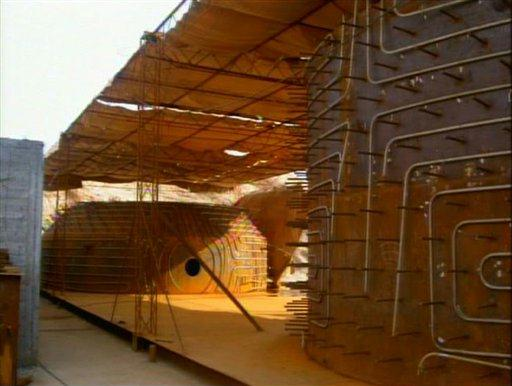
صورة نشرتها وكالات الاستخبارات لموقع المفاعل النووي المزعوم

#### قصف المفاعل المزعوم
في 6 أيلول/سبتمبر 2007 قصفت إسرائيل موقعا مجهولًا في سوريا يُعتقد أنه كان يحتوي على مفاعل نووي تحت الإنشاء،  في عملية عُرفت باسم عملية البستان. ادعت إسرائيل فيما بعد أن المفاعل النووي لم يكن قد بدأ تشغيله رسميا كما لم يتم إدخال المواد النووية له. أمّا كبار مسؤولي الاستخبارات الأمريكية فقد زعموا أن الموقع كان يقوم بتطوير الأسلحة.
أكدت التقارير الصحفية الغربية أن الضربة الجوية الإسرائيلية جاءت بعدما تسلمت سوريا شحنة مجهولة المحتوى من كوريا الشمالية، حيث كانت تشتبه إسرائيل في أن كوريا الشمالية قد زودت سوريا ببرنامج أسلحة نووية. في 24 تشرين الأول/أكتوبر 2007 نشر معهد العلوم والأمن الدولي تقريراً حدد فيه الموقع الذي أغارت عليه إسرائيل في شرق سوريا ويقع بالضبط في محافظة دير الزور. تكهن التقرير أيضًا أن هناك أوجه تشابه بين المفاعل النووي السوري والمفاعلات النووية الكورية الذي يُشرف مركز يونغبيون للأبحاث النووية العلمية على تصنيعها؛ لكنه عاد وتحدث عن أنه من المبكر جدا الحديث عن نتيجة نهائية. في 25 تشرين الأول/أكتوبر 2007 ذكرت وسائل الاعلام الغربية أن الحكومة السورية قد فككت الموقع تماماً بعد الضربة كما قامت بإزالة كل الحطام.

#### الرد على الادعاءات
في 23 حزيران/يونيو 2008 سمحت سوريا لمفتشي الوكالة الدولية للطاقة الذرية بزيارة الموقع في دير الزور وأخذوا عينات من الحطام. في 19 تشرين الثاني/نوفمبر 2008 نشرت الوكالة الدولية للطاقة الذرية تقريرها وضمنت فيه: «هناك عدد كبير من جزيئات اليورانيوم الطبيعي في الموقع المعين ...»، ومن الجدير بالذكر هنا أن هذه الجزيئات تنتج عن المعالجة الكيميائية لليورانيوم. ومع ذلك فإن الوكالة الدولية للطاقة الذرية لم تجد أدلة كافية لإثبات أن سوريا كانت تقوم بتطوير أسلحة نووية. تكهن بعض خبراء الطاقة النووية الأمريكية بأن هناك أوجه تشابه بين المفاعل السوري ومفاعل يونغيبون الكوري الشمالي، لكن المدير العام للوكالة الدولية للطاقة الذرية محمد البرادعي قد أشار إلى أنه «كان هناك يورانيوم ولكن هذا لا يعني أنه كان هناك مفاعل.» أظهر البرادعي فيما بعد عدم رضاه واستيائه من الولايات المتحدة وإسرائيل بسبب نشر صور للمنشأة المقصوفة بدون تقديم الكثير من التوضيحات، كما طالب كل الدول بضبط النفس والتأني وذكَّر بما قامت به الولايات المتحدة عندما اتهمت صدام بتوفر بلاده على أسلحة دمارٍ شامل.